# ولاية غرب كردفان
غرب كردفان ولاية سودانية، ألغيت بناء على اتفاقية السلام الشامل وبعد انفصال دولة جنوب السودان عادت مرة أخرى في أول يناير 2013.

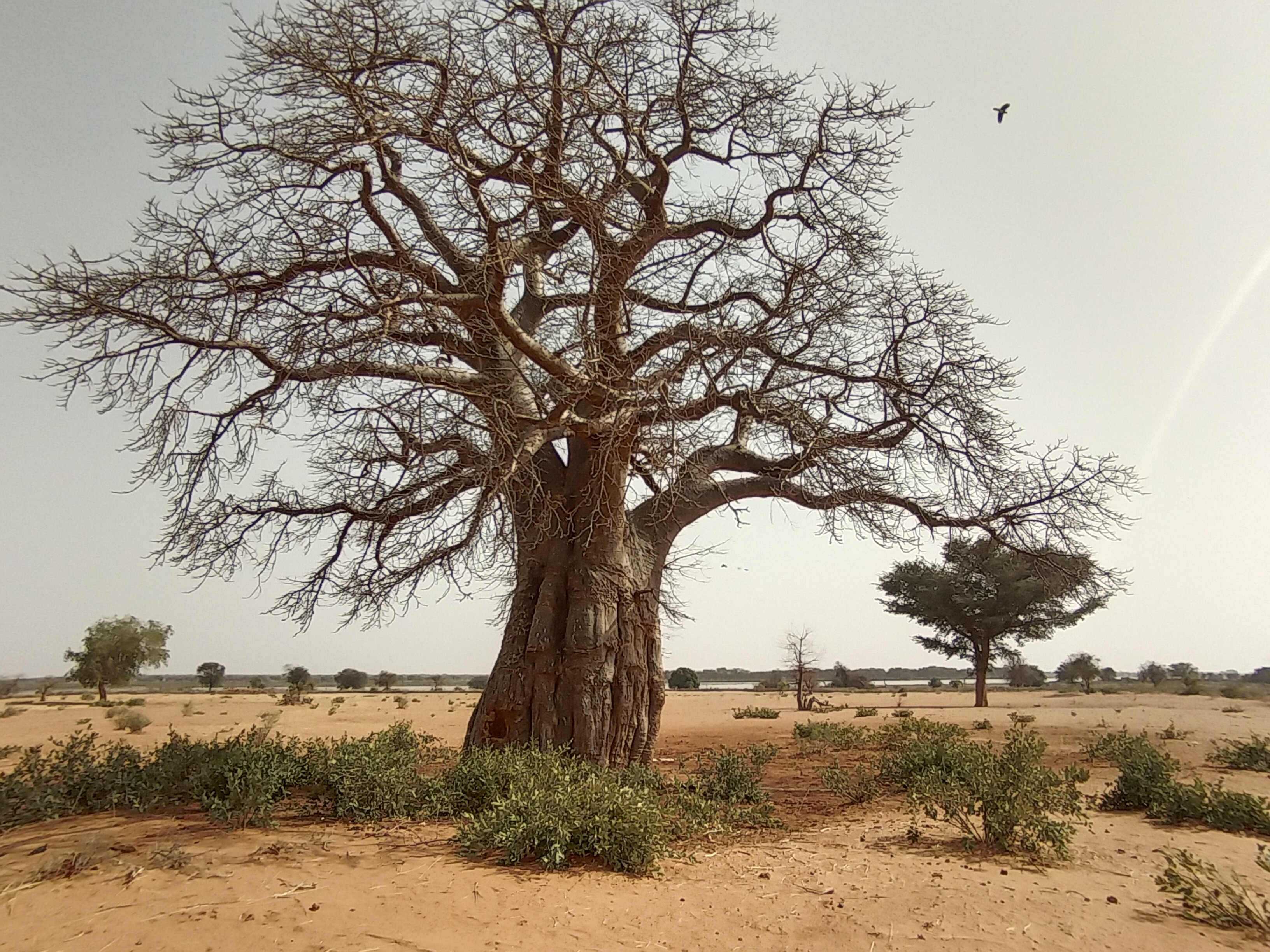
شجرة تبلدي

## الموقع
تقع ولاية غرب كردفان في الجزء الجنوبي الغربي لإقليم كردفان في السودان وذلك بين دائرة عرض 11 – 20 شمالًا وخط طول 32.22 - 30.27 شرقًا هذا الامتداد بين دوائر العرض جعل ولاية غرب كردفان تتمتع بإقليمين طبيعيين، الجزء الجنوبي ذو الأمطار الغزيرة والغطاء النباتي والشجري الكثيف والتربة الطينية، والجزء الشمالي ذو الأمطار المتوسطة وتتدرج إلى الخفيفة وتسود التربة الرملية (تربة القوز) في هذا الجانب

## المساحة
تبلغ مساحة الولاية 111373 ك م2

## التقسيم الإداري والمحليات
عاصمتها مدينة الفولة.
و تضم الولاية عدد 15 محلية وهي:
- محلية السلام تتبع لولاية النيل الأبيض.
- محلية النهود.
- محلية غبيش.
- محلية ودبندا.
- محلية أبو زبد.
- محلية الخوي.
- محلية الأضية.
- محلية المجلد.
- محلية بابنوسه.
- محلية كيلك.
- محلية لقاوه.
- محلية الميرم.
- محلية السنوط.
- محلية أبيي

## العادات والتقاليد
تقطن في الولاية مجموعة من القبائل المتنوعة، وهذا التنوع القبلي تبعه تنوعًا في العادات والتقاليد ومن تلك العادات والتقاليد السائدة نجد :
1.الجودية: مجموعة من الأفراد غالبًا ما يكون على رأسهم الشيخ أو الشرتاية أو العمدة يقومون بإصلاح ذات البين بين طرفين مختلفين في أمر ما.
2.النفير: هي ظاهرة تشارك اجتماعي يجتمع فيها كل عناصر الحي أو الفريق أو القرية أو المدينة لمساعدة شخص ما نتيجة لظروف خاصه أو بناء مشروع جماعي (مرفق عام).
3.الفزع: هي ظاهرة اجتماعية يهرع فيها جميع سكان الفريق أو الحي أو القرية لنصرة أو مساعدة شخص سُرق منه شي أو شب حريق في داره أو ممتلكاته.
-كما نجد أن هنالك بعض العادات قد إندثرت منها الشوبش والسيرة والزواج الجماعي (زواج الكورة). بالإضافة إلى أنه في جنوب الولاية توجد عادة الكجور وهي عبار عن نذر يقوم بذبحه شيخ الكجور طلبًا للأمطار.

## الثروات الموجوده بالولاية
تتميز الولاية بالعديد من الثروات منها:
1.الزراعية : تتميز بزراعة الحبوب مثل الفول السوداني والسمسم وحب البطيخ والذره والدخن بالإضافة للكركدي والقطن.

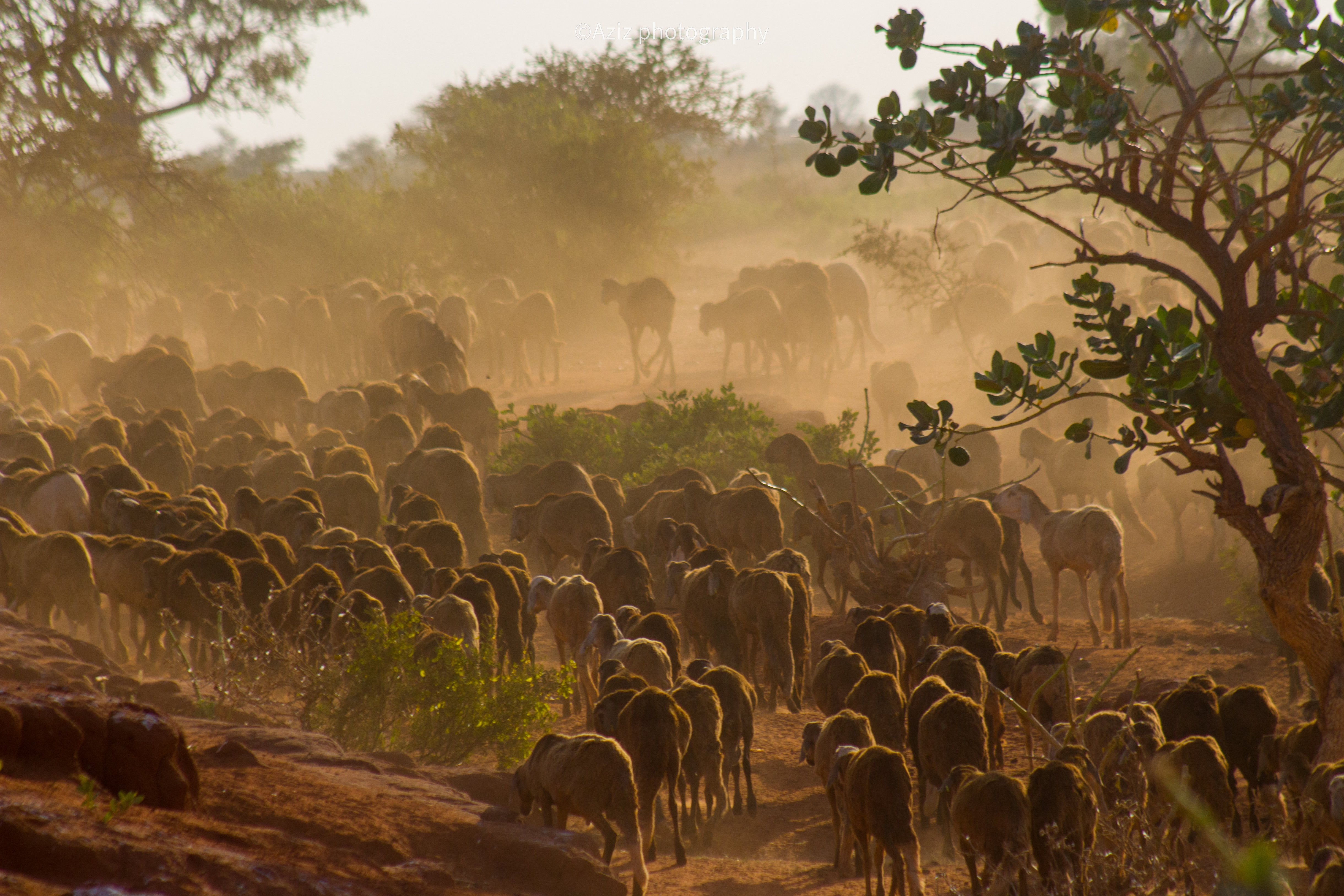
قطيع ماشية (ضان) بمنطقة الخوي

2.الحيوانية : يتميز جنوب الولاية بتربية الأبقار والماعز والضأن، أما شمال الولاية نجده يتميز بالإبل والضأن الحمري والماعز.
3.النفطية : تعتبر الولاية من الولايات الغنية بالثروة النفطية حيث توجد بها العديد من الحقول البترولية مثل حقل بليله والزرقة أم حديد وصرفايه كما توجد حقول يجري العمل فيها الآن، إضافة للذهب والنحاس والرخام.
4.الغابية : توجد بالولاية أهم المنتجات الغابية التي تُشكّل دعامة اقتصاد السودان وهو الصمغ العربي إضافة إلى أشجار التبلدي والقضيم والقرض والنبق واللألوب.

## المناطق السياحية
يتميّز إقليم كردفان بطبيعة جميلة وخلابة خاصة في فصل الخريف، وولاية غرب كردفان هي إحدي ولايات إقليم كردفان حيث يسودها المناخ المداري وتتساقط فيها الأمطار الغزيرة كل ذلك جعلها تتمتّع بغطاء نباتي كثيف جاذب للسياحة والإستمتاع.

## الجامعات الحكومية
جامعة غرب كردفان وعدد كلياتها 9
- كلية التربية
- كلية الإعلام
- كلية الدراسات العليا
- كلية تنمية المجتمع
- كلية العلوم البيطرية
- كلية الإنتاج الحيواني

شعار جامعة غرب كردفان

- كلية الطب والعلوم الصحية (الطب والجراحة - علوم المختبرات الطبية - علوم التمريض )
- كلية الصحة العامة والبيئة
- كلية العلوم الإسلامية واللغة العربية
- كلية علوم الحاسوب وتقانة المعلومات
- كلية العلوم الإدارية والاقتصادية والاجتماعية
- كلية الشريعة والقانون

### لها مراكز منتشرة في محليات الولاية المختلفة
- مركز دراسات السلام
- مركز أبحاث الصمغ العربي والمنتجات الغابية
- مركز نظم المعلومات الجغرافية ودراسات المياه
- مركز الحاسوب وشبكة المعلومات
- مركز اللغات
- مركز أبحاث الحج والعمرة

### المعاهد
- معهد الأئمة والدعاة
- معهد الدراسات الإضافية وتنمية المجتمع